# Ver-thematiek

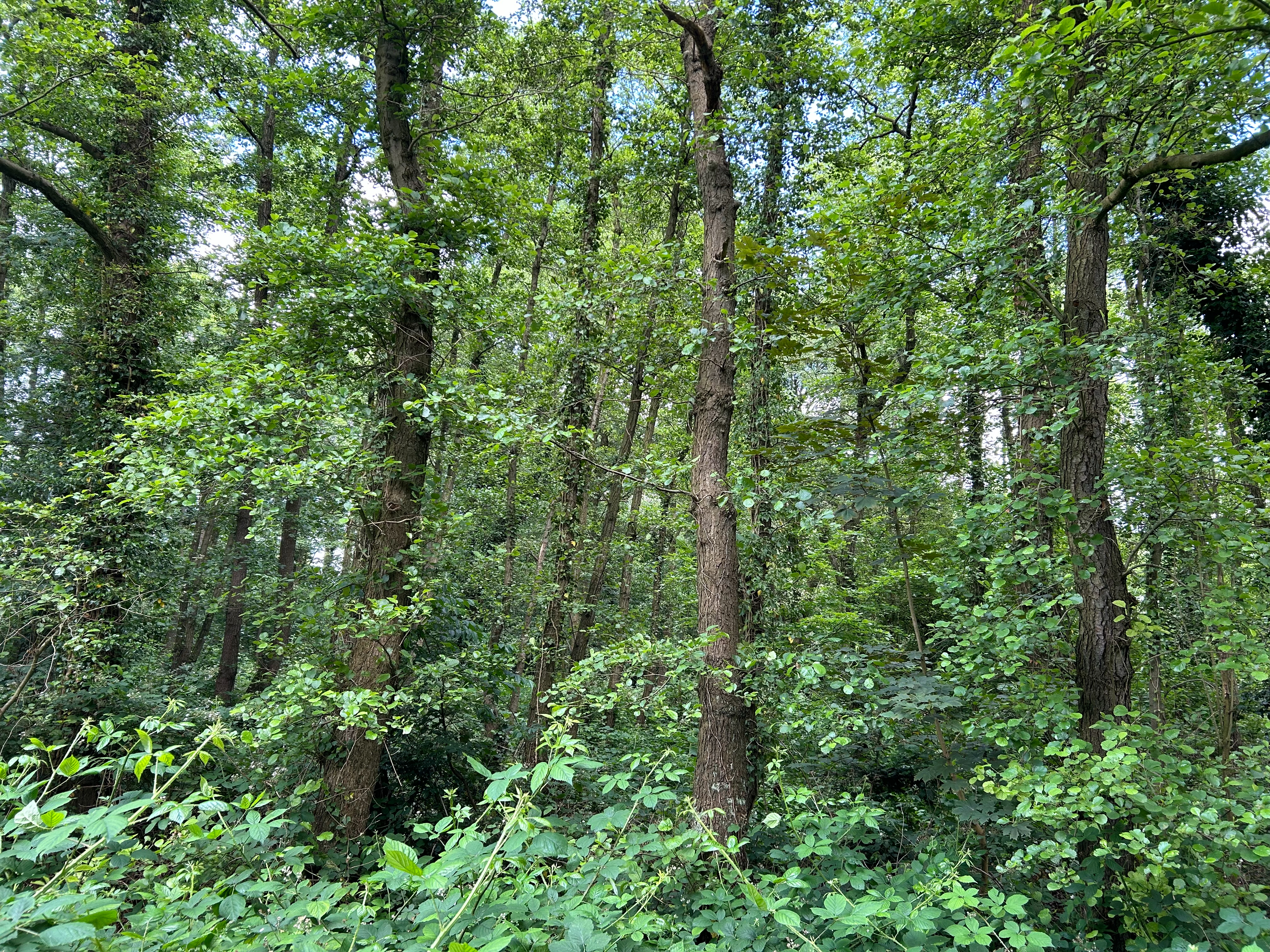
Verdroging, vermesting en verbraming in het verbond van elzenbroekbossen. Wat resteert is een rompgemeenschap met hazelaarbraam.

De ver-thematiek is een begrip dat in het natuurbeheer en de (landschaps)ecologie wordt gebruikt om bepaalde ongewenste factoren in het milieu aan te duiden waarvan de oorzaak dikwijls bij de mens ligt. Deze thema's worden de ver-thema's genoemd.
Het woord 'ver-thema' is ontstaan doordat vrijwel alle processen die hiermee bedoeld worden beginnen met het prefix 'ver'. Ook gaat het om processen die zo 'ver' gaan, dat zij grote schade opleveren aan ecosystemen en landschapskwaliteit: zij gaan 'te ver' en 'verergeren' de ecologische kwaliteit.
Hieronder staan voorbeelden van ver-thema's.
- verbossing
- verbraming
- verdroging
- vergiftiging
- vergrassing
- vermesting
- vermossing
- vernietiging
- verruiging
- verontreiniging
- versnippering
- verstedelijking
- verstening
- verstoring
- verstruweling
- vertrapping
- vervuiling
- verwaarlozing
- verwoestijning
- verwildering
- verzilting
- verzoeting
- verzouting
- verzuring

## Fotogalerij

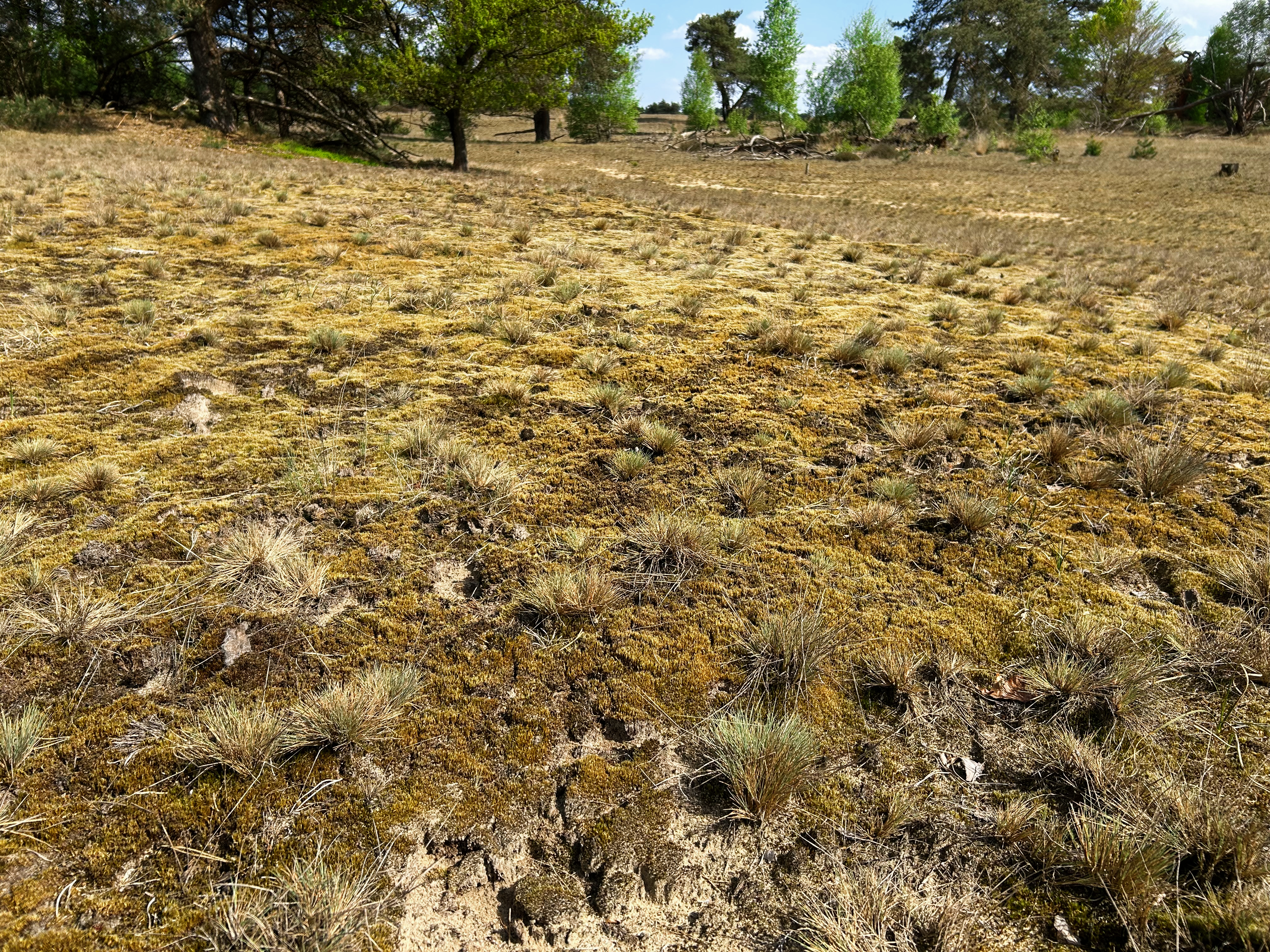
Vermossing door de invasieve mossoort grijs kronkelsteeltje.